# 러버보이 (2005년 영화)
《러버보이》(영어: Loverboy)는 미국에서 제작된 케빈 베이컨 감독의 2005년 드라마 영화이다. 키라 세지윅 등이 출연하였고, 대니얼 비걸 등이 제작에 참여하였다.

## 출연
- 키라 세지윅
  - 소시 베이컨
- 도미닉 스콧 케이
  - 스펜서 트리트 클라크
- 케빈 베이컨
- 샌드라 불럭
- 블레어 브라운
- 맷 딜런
- 올리버 플랫
- 캠벨 스콧
- 머리사 토메이
- 멀리사 에리코
- 트래비스 베이컨
- 캐럴린 매코믹
- 존 레전드

## 기타 제작진
- 라인 제작: 파멜라 서
- 협력 제작: 크리스 코널리
- 배역: 켈리 러너
- 미술: 크리스 슈라이버
- 의상: 존 A. 던